# Jáství
Jáství je zkušenost uvědomování si sebe sama, svého já. Jde o souhrn poznatků, které máme o svém vnímání, emocích, myšlení. Z fenomenologického hlediska termín označuje objekt poznávání – na rozdíl od „já“ jako subjektu. Protože čeština dvě zájmena pro já nemá, bývá i v tomto jazyce někdy používáno anglické „self“ (oproti subjektu „I“; německy pak např. „selbst“ oproti „ich“).
Uvědomování si sebe sama má psychologické, sociologické, filosofické, eventuálně i teologické aspekty. Lze mluvit také o pozorování sebe sama, obzvláště ve spojitosti s pocitem, že jedinec je souhrnným, konzistentně cítícím, myslícím a jednajícím stvořením. Toto sebepozorování slouží k reflexi a k tomu, že se v jedinci zesiluje a utvrzuje pojem „já“. Uvědomování si svého já se v psychoanalýze označuje také jako hledání ega.[zdroj?] Tímto tématem se zabýval mj. zakladatel psychoanalýzy Sigmund Freud.
Jáskou zkušeností se vzhledem k některým jejím aspektům zabývá sociální psychologie. Podle ní poznáváme sami sebe obdobnými postupy, jako poznáváme i druhé lidi, tedy zejména v interakci s jinými lidmi či prostředím. Jáská zkušenost se skládá z řady dílčích konceptů, například self-esteem, self-efficacy a další. Proces uvědomování si sebe sama bývá někdy označován jako self-awareness.